# José Antonio Valverde
José Antonio (Tono) Valverde Gómez (Valladolid, 21 de marzo de 1926- Sevilla, 13 de abril de 2003)  fue un biólogo, naturalista, ecólogo y activista ambiental español.
Alcanzó una enorme repercusión internacional a finales de los años 1950 al encabezar los movimientos de defensa de las marismas del Guadalquivir frente a un plan del Ministerio de Agricultura para desecar esta zona. Se le ha llamado "el Padre de Doñana".

## Biografía
Nació en Valladolid. En su juventud padeció tuberculosis y, según él mismo, fue muy beneficioso para su salud disfrutar de las marismas y humedales de su provincia. Su hermano Carlos era taxidermista. Tuvo una formación muy autodidacta, dándosele particularmente bien la ornitología y el dibujo, y frecuentó la Biblioteca de Valladolid. Aún sin haberse licenciado, en 1954 logró una beca para estudiar en la Universidad de Toulouse, en Francia, instalándose en Madrid, donde se licenció en Ciencias Biológicas. A principios de los años 50 había comenzado su interés por Doñana.
Estableció amistad mediante cartas con Francisco Bernis Madrazo (1916-2003). Bernis recibiría ayuda de la Fundación Fenosa para realizar en 1952 una expedición a Doñana y pidió a Valverde que le acompañase. Esta expedición resultó crucial para el naturalista vallisoletano. Al año siguiente, en Doñana, Valverde y Bernis llevaron a cabo el primer anillamiento científico de aves en España, con instrumental facilitado por la Sociedad de Ciencias Aranzadi de San Sebastián. En 1954, junto con otros biólogos fundaron la Sociedad Española de Ornitología, de la que Valverde fue presidente, y Bernis secretario general durante 20 años.
En los años 50 el lince o el águila real eran considerados alimañas y eran frecuentemente tiroteados y lo mejor que se podía hacer con un humedal era desecarlo para plantar fresas o árboles de crecimiento rápido  dentro de un proyecto de repoblación forestal más amplio. El Ministerio de Agricultura quería, pues, aplicar este tipo de medidas en la zona, que tenía muchas hectáreas áridas. Este proyecto consistía en la plantación de 10 millones de eucaliptos y 45 millones de pinos para convertir la zona en un bosque, dentro de los proyectos de repoblación forestal aplicado también en muchos puntos de España. El propio Francisco Franco aprovechó una visita a Sevilla el 18 de abril de 1953 para desplazarse hasta Doñana, acompañado por Gaspar de la Lama, alto cargo de Patrimonio Forestal del Estado, y ver la marcha de proyecto. En este proyecto trabajaban unos mil jornaleros, que se distribuían en poblados por todo el territorio del actual parque y que contaban con sus propias capillas y escuelas. La plantación de pinos, árbol mediterráneo, no era desacertada, aunque la plantación de eucaliptos podía cuestionarse debido al gran consumo de agua que esta especie tiene y las dificultades que tienen otras plantas para crecer en el suelo donde esta especie se planta. Franco anunció que de la explotación económica de esa zona, usando madera para la Empresa Nacional de Celulosa, podía rentarse hasta 30 millones de pesetas. En la actualidad, buena parte de la masa forestar de Doñana son los pinos plantados en el franquismo. Los humedales en España tenían connotaciones negativas, al ser tierras consideradas no salubres donde proliferaban mosquitos que podían transmitir enfermedades graves como el paludismo.
Valverde, consciente de la importancia ecológica de un humedal, se opuso a la medida de desecación y buscó apoyos en la organización ecologista WWF y en la Unión Internacional para la Conservación de la Naturaleza, organización de la cual formaba parte del equipo directivo. El WWF había sido creado en 1961 y el príncipe Bernardo de Holanda, simpatizante del movimiento, ayudó, escribiendo misivas al dictador Francisco Franco sobre la puesta en valor humedal de Doñana y como esta era vista como algo positivo en el extranjero. Bernis Madrazo también había escrito cartas a Franco sobre la preservación del humedal.
Como consecuencia de la repercusión que causaron estos movimientos se paralizó la desecación. En 1964, tras recaudar fondos para hacerse con los terrenos con la ayuda de WWF y el Consejo Superior de Investigaciones Científicas, se fundaría la Estación Biológica de Doñana y se creó el Parque nacional de Doñana en 1969, del que Valverde fue nombrado director. Esto puede considerarse una de las mayores campañas mundiales realizadas por la defensa de un espacio natural.
Valverde comenzaría a colaborar con el Consejo Superior de Investigaciones Científicas en 1957 y pasaría a formar parte de él en 1962. Fue un brillante investigador, y desarrolló espectaculares estudios ecológicos sobre el Sahara español y diversos ecosistemas mediterráneos localizados en la Península. Sus conclusiones fueron plasmadas en diversos artículos que hoy se han convertido en clásicos de la literatura científica española. Destaca el establecimiento de la relación predador-presa sobre una base energética, algo que habían pasado por alto los anteriores investigadores evolutivos.
En 1954 Valverde participó en una expedición al Sahara que culminó con la publicación de una de sus más importantes obras bibliográficas: Aves del Sahara español: un estudio ecológico del desierto (1957), de gran repercusión en círculos científicos nacionales y extranjeros.
Otra obra clásica de la literatura científica española es Estructura de una comunidad mediterránea de vertebrados terrestres (1967), en la que se incorpora el concepto de microcomunidad, señalando que toda comunidad está formada por la superposición de varias microcomunidades que tienen, por regla general, poca relación entre sí, actuando como verdaderos grupos económicos cerrados. Se estableció la relación predador-presa sobre una base energética.
Este concepto, tan simple a primera vista, le ha dado la vuelta a la zoología moderna. Donde Darwin afirmaba que solo sobreviven los más aptos, Valverde matizó este principio diciendo que «solo sobreviven los que mejor aprovechan la energía».
También fue pionero su trabajo sobre las colonias de flamencos en Fuente de Piedra, en la provincia de Málaga, los humedales de Punta Entinas, en la provincia de Almería, y sobre algunos enclaves del parque del parque natural de las Sierras de Cazorla, Segura y las Villas, en la provincia de Jaén. Gracias al general Díaz de Villegas, director de una sección del CSIC, Valverde fue contratado en el Instituto de Aclimatación de Almería, que desde 1975 pasa a llamarse Estación Experimental de Zonas Áridas.
Una de su iniciativas más destacadas fue la creación en 1971 del Parque de Rescate de la Fauna Sahariana, dependiente de la Estación Experimental de Zonas Áridas de Almería, que desde entonces ha contribuido al mantenimiento y cría en cautividad de tres especies de antilopinos y un caprino norteafricanos, todos amenazados en sus zonas de origen. 
También el Museo del Mundo Marino de Matalascañas, inaugurado en 2002, se promovió gracias a su iniciativa, aunque cerró en 2012 por falta de financiación de la Junta de Andalucía. El CSIC anunció en 2013 que planeaba reabrir el museo con una temática museística más amplia para abarcar la riqueza de Doñana.
Por su labor, la Universidad de Salamanca le otorgó un doctorado honoris causa y la Junta de Castilla y León le entregó el Premio Castilla y León por la protección del medio ambiente. En la actualidad en Doñana hay un centro de visitantes con su nombre, y también en la Reserva Natural de la Laguna de Fuente de Piedra, en Fuente de Piedra, Málaga.

## Deceso
José Antonio Valverde murió en Sevilla el 13 de abril de  2003. Ese mismo año su legado quedó depositado en la Universidad de Salamanca. Está formado por libros, algunos de los cuales son inéditos, correspondencia, notas, proyectos de trabajo, publicaciones, cuadernos de campo y zoológicos, dibujos, esquemas y más de 20 000 negativos fotográficos.

## Obra
- Aves del Sáhara español: un estudio ecológico del desierto (1957)
- Valverde, J. A. (1984) [1967]. Estructura de una comunidad mediterránea de vertebrados terrestres. Monografías de Ciencia Moderna, 76. Madrid: Consejo Superior de Investigaciones Científicas. p. 218. ISBN 84-00-01309-3.
- Memorias de un biólogo heterodoxo. Tomo 1. Orígenes castellanos. Navegando en descubierta.
- Memorias de un biólogo heterodoxo. Tomo 2. En el Consejo Superior de Investigaciones Científicas. (CSIC).